# San Francisco (Baja California Sur)
San Francisco es una localidad del estado mexicano de Baja California Sur. Es parte del municipio de Mulegé.

## Toponimia
El nombre de la localidad hace referencia al santo patrono de la localidad, Francisco de Asís.

## Demografía
| Censo | Población |
| ----- | --------- |
| 2000  | 706       |
| 2005  | 1 944     |
| 2010  | 2 152     |
| 2020  | 1 919     |